# Clave primaria
En el diseño de bases de datos relacionales, se llama clave primaria, llave primaria o clave principal a un campo o a una combinación de campos que identifica de forma única a cada fila de una tabla. Una clave primaria comprende de esta manera una columna o conjunto de columnas. No puede haber dos filas en una tabla que tengan la misma clave primaria.
Ejemplos de claves primarias son DNI (asociado a una persona) o ISBN (asociado a un libro). Las guías telefónicas y diccionarios no pueden usar nombres o palabras o números del sistema decimal de Dewey como claves candidatas, porque no identifican unívocamente números de teléfono o palabras.
El modelo relacional, según se lo expresa mediante cálculo relacional y álgebra relacional, no distingue entre clave primaria y otros tipos de claves. Las claves primarias fueron agregadas al estándar SQL principalmente para conveniencia del programador. En un modelo entidad-relación, la clave primaria permite las relaciones de la tabla que tiene la clave primaria con otras tablas que van a utilizar la información de esta tabla. 
Tanto claves únicas como claves primarias pueden referenciarse con claves foráneas.

## Definiendo claves primarias
Las claves primarias están definidas el estándar ANSI SQL, mediante la directiva PRIMARY KEY. La sintaxis para aplicar tal directiva a una tabla existente está definida en SQL:2003 de esta manera:
```
  
ALTER
 
TABLE
 
<
identificador_de_la_tabla
>

      
ADD
 
[
 
CONSTRAINT
 
<
identificador_de_la_directiva
>
 
]
 

      
PRIMARY
 
KEY
 
(
 
<
nombre_de_columna
>
 
{
,
 
<
nombre_de_columna
>
}
...
 
)

```

La clave primaria puede especificarse directamente o de forma inmediata en el momento de la creación de la tabla también. En el estándar SQL, las claves primarias pueden estar compuestas por una o más columnas. Cada columna que forme parte de la clave primaria queda implícitamente definida como NOT NULL. Nótese que algunos sistemas de bases de datos requieren que se marque explícitamente a las columnas de clave primaria como NOT NULL.
```
  
CREATE
 
TABLE
 
nombre_de_la_tabla
 
(

     
id_col
  
INT
,

     
col2
    
CHARACTER
 
VARYING
(
20
),

     
...

     
CONSTRAINT
 
clapri_tabla
 
PRIMARY
 
KEY
(
id_col
),

     
...

  
)

```

En el caso en que la clave primaria sea una sola columna, ésta puede marcarse como tal por medio de la siguiente sintaxis:
```
  
CREATE
 
TABLE
 
nombre_de_la_tabla
 
(

     
id_col
  
INT
  
PRIMARY
 
KEY
,

     
col2
    
CHARACTER
 
VARYING
(
20
),

     
...

  
)

```

)

## Definiendo claves únicas
La definición de claves únicas es sintácticamente muy similar a la de clave primaria.
```
  
ALTER
 
TABLE
 
<
identificador_de_la_tabla
>

      
ADD
 
[
 
CONSTRAINT
 
<
identificador_de_la_directiva
>
 
]
 

      
UNIQUE
 
(
 
<
nombre_de_columna
>
 
{
,
 
<
nombre_de_columna
>
}
...
 
)

```

De la misma manera, las claves únicas pueden definirse como parte de la sentencia de SQL CREATE TABLE.
```
  
CREATE
 
TABLE
 
nombre_de_la_tabla
 
(

     
id_col
   
INT
,

     
col2
     
CHARACTER
 
VARYING
(
20
),

     
cla_col
  
SMALLINT
,

     
...

     
CONSTRAINT
 
clave_única
 
UNIQUE
(
cla_col
),

     
...

  
)

```

```
  
CREATE
 
TABLE
 
nombre_de_la_tabla
 
(

     
id_col
  
INT
  
PRIMARY
 
KEY
,

     
col2
    
CHARACTER
 
VARYING
(
20
),

     
...

     
cla_col
  
SMALLINT
 
UNIQUE
,

     
...

  
)

```

## Compound key
En el diseño de base de datos una compound key es una llave que consiste en dos o más atributos que identifican unívocamente la ocurrencia de una entidad. Una simple key en oposición a la compound key es una llave que tiene solo un atributo. Las compound keys pueden estar compuestas por otras unique simple keys y por atributos non-key, pero no pueden incluir otra compound key.
Las primary key, secondary key y foreign key puede componerse de más de un campo. Una simple key consiste en un único campo como identificador único del registro.
Una compound key se distingue de una composite key porque cada campo es una clave primaria.
Una composite key contiene al menos una compound key y uno o más atributos. Las composite keys también pueden incluir simple keys y atributos non-key.
Un ejemplo puede ser una entidad que representa los estudiantes por módulo en una Universidad. La entidad tiene un identificador de estudiante y un código de módulo como llave primaría. Cada uno de los atributos con que se constituyen la llave primaria son simple keys porque representan una referencia única cuando se identifica a una estudiante en un modulo.
- Datos: Q934729